# НИИЭФА
Научно-исследовательский институт электрофизической аппаратуры имени Д. В. Ефремова (сокр. НИИЭФА) — один из старейших институтов атомной отрасли, входящий в структуру Росатома. НИИЭФА разрабатывает электрофизическую аппаратуру для ускорителей частиц, термоядерных реакторов, криогенных сверхпроводящих систем.

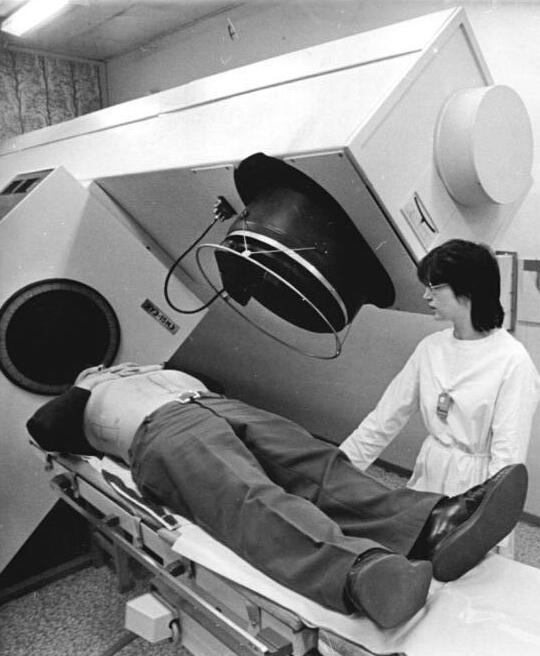
Медицинский линейный ускоритель, произведённый в НИИЭФА, применяемый для радиотерапии в клинике города Йена, ГДР. 1985 год.

## История
27 декабря 1945 года постановлением Совнаркома СССР № 3176-964сс под грифом "совершенно секретно" образовано Особое конструкторское бюро (ОКБ) при заводе «Электросила». Основной задачей ОКБ была разработка в рамках атомного проекта СССР установки по обогащению урана электромагнитным способом. Установка, сооружаемая на секретном уральском заводе №814, получила название СУ-20 и должна была повторить разработанную и запущенную в США в 1944 году под руководством Эрнеста Лоуренса установку Калютрон. Ранее на «Электросиле» уже имелся опыт производства первого советского циклотрона, запущенного в Радиевом институте в 1937 году. Возглавил ОКБ Дмитрий Васильевич Ефремов.
В дальнейшем ОКБ участвовало в создании ряда крупных ускорителей СССР: 480 МэВ протонный фазотрон в Дубне (1949), 10 ГэВ синхрофазотрон ОИЯИ (1957), циклотрон У-300 (1962), 7 ГэВ протонный синхротрон ИТЭФ (1960), 70 ГэВ протонный синхротрон У-70 в Протвино. Также предприятие разрабатывало исследовательские установки для термоядерного синтеза: токамаки Т-1, Т-4, Т-10, стелларатор Ураган-2.
В 1954 году ОКБ было выделено в самостоятельную организацию. В 1960 году переименовано в Научно-исследовательский институт электрофизической аппаратуры (НИИЭФА). В 1961 году присвоено имя Д. В. Ефремова. В 2013 году преобразовано в ОАО "НИИЭФА", затем в 2014 году в АО "НИИЭФА".

## Продукция
- Ускорители
  - Высоковольтные ускорители
  - Циклотроны
  - Линейные ускорители электронов
- Радиографические комплексы
- Электромагниты
- Лазеры

## Руководители
- Д. В. Ефремов (1945-1956)
- Е. Г. Комар (1956-1974)
- В. А. Глухих (1974-2003)
- О. Г. Филатов (2003-2016)
- А. В. Ванин (2016-2020)
- Е. А. Сакадынец (2020-2023)
- С. В. Герцог (2023-)